# فريتس فون أونرو
فريتس فون أونرو (بالألمانية: Fritz von Unruh) (و.10 مايو 1885 - 28 نوفمبر 1970) كاتب مسرحي، وروائي ورسام ألماني، من أهم أعماله ثلاثية المسرحية التراجيدية «جنس واحد، مكان، ديتريش» والتي تعد من أهم أعمال الحركة التعبيرية في المسرح الألماني.

## حياته
ولد في كوبلنتس سنة 1885، كان والده جنرالا في الجيش البروسي، فتربى تربية عسكرية، وأصبح ضابطا في سلاح الفرسان، لكنه انسحب منه بسبب منع القيصر فيلهلم الثاني عرض مسرحيته «لويس فرديناند أمير بروسية»، وبعد تجاربه التي خاضها في الحرب العالمية الأولى كضابط احتياطي، تحول إلى مناهض للحرب وداعي إلى الإخاء والسلم بين الشعوب.
وفي عام 1932 هاجر إلى فرنسا بسبب صعود النازية في ألمانيا، ثم إلى الولايات المتحدة عام 1940، وعمل هناك مصورًا، وبعدها رجع إلى ألمانيا الغربية عام 1952، لكنه عاد إلى نيوورك عام 1955 بسبب أجواء الحرب الباردة في ألمانيا، وعاد بعدها إلى مسقط رأسه في كوبلنتس.

## أعماله
له عدة أعمال مسرحية وروائية كتبها ونشرها باللغتين الألمانية والإنجليزية، ومن أهم أعماله:

### المسرحية
- «ضباط» عام 1911، و«قبل الحسم» عام 1919، و«عواصف» عام 1923، و«بونابارت» عام 1927، و«فايا» عام 1930، و«مبارزة على نهر الهافل» عام 1953، و«أوديسيوس في أوغيا» عام 1968.

### الروائية
- «درب التضحية» عام 1919، و«الذي لم يخسر أبدًا» عام 1949، و«القديسة» عام 1952، و«لا تخافوا شيئًا» عام 1953، و«ابن الجنرال» عام 1975، و«في منزل الأمراء» عام 1967.

## جوائز
خلال مشواره حصل على العديد من الجوائز الأدبية محليًا ودوليًا، حيث نال جائزة كلايست عام 1914، وجائزة شيلرعام 1926، كما حصل على جائزة غوته عام 1948، وجائزة العالم الواحد في نيويورك عام 1952، ثم على ميدالية غوته عام 1955. كما نال وسام استحقاق جمهورية ألمانيا الاتحادية عام 1955.

## وفاته
توفي في 28 نوفمبر عام 1970 في مدينة ديتس في ألمانيا.

## روابط خارجية
- فريتس فون أونرو على موقع IMDb (الإنجليزية)
- فريتس فون أونرو على موقع الموسوعة البريطانية (الإنجليزية)
- فريتس فون أونرو على موقع مونزينجر (الألمانية)